# Kontynuacja Irlandzkiej Armii Republikańskiej
Kontynuacja Irlandzkiej Armii Republikańskiej (ang. Continuity Irish Republican Army, CIRA, irl. IRA Leanúnach) – republikańska organizacja terrorystyczno-paramilitarna z Irlandii Północnej.

## Historia
Powstała w połowie lat 80. w wyniku rozłamu w Prowizorycznej Irlandzkiej Armii Republikańskiej (PIRA). W kwietniu 1985 roku byli szefowie sztabu PIRA (Ivor Bell, Joe Cahill i Dáithí Ó Conaill) wystąpili przeciw złagodzeniu linii politycznej Sinn Féin, w listopadzie 1986 roku 130 delegatów przeciwnych udziałowi partii w wyborach utworzyło tzw. Republican Sinn Féin, której bojówką stała się CIRA. 
Znaczenia nabrała dopiero po 1996 roku, kiedy odrzuciła zawieszenie broni ogłoszone przez PIRA. W 1998 roku potępiła porozumienie wielkopiątkowe. Ugrupowanie stosuje metody terrorystyczne – ma na koncie między innymi ataki bombowe.
Współpracuje z Prawdziwą Irlandzką Armią Republikańską (RIRA).

## Wybrane zamachy przeprowadzone przez grupę
- W lipcu 2001 roku CIRA przeprowadziła atak bombowy na protestancki hotel w Enniskillen[1].

- W październiku 2001 roku zaatakowała koszary wojskowe w Lisburn[1].

W obu atakach z 2001 roku zginęła 1 osoba, a rannych zostało 31.

## Wsparcie zagraniczne
Dawniej otrzymywała broń i przeszkolenie ze strony Libii i Organizacji Wyzwolenia Palestyny. Broń i pieniądze przekazują jej także sympatycy ze Stanów Zjednoczonych.

## Liczebność
Liczy nie więcej niż 50 członków.

## Ideologia
Jest grupą republikańską. Celem CIRA jest utworzenie niepodległej Irlandii Północnej o ustroju socjalistycznym i demokratycznym.

## Jako organizacja terrorystyczna
Figuruje na listach organizacji terrorystycznych Departamentu Stanu USA, Unii Europejskiej i Wielkiej Brytanii.